# Jan Lucumí
Jan Franc Lucumí González (Cali, Colombia; 11 de febrero de 2004) es un futbolista colombiano. Juega de extremo y su equipo actual es el America de Cali  de la Categoría Primera A de Colombia.

## Trayectoria
Lucumí se formó como jugador en las inferiores del Atlético Dorados y el Boca Juniors de Cali, en este último fue promovido al primer equipo en 2021.
Debutó en Boca en la Categoría Primera B el 11 de febrero ante la Unión Magdalena. Muy joven, se ganó rápidamente la titularidad en el equipo.
De cara a la temporada 2024, fue cedido al Fluminense de la Serie A de Brasil.para posteriormente pasar a formar parte de la plantilla del América de Cali durante el 2025. Jugador en préstamo con opción de compra para jugar en la "mechita" para la temporada 2025.

## Selección nacional
En septiembre de 2022, Lucumí disputó dos encuentros en la selección sub-20 de Colombia.

## Estadísticas
Actualizado al último partido disputado el 17 de marzo de 2024.
| Club                           | Div.          | Temporada     | Liga  | Liga  | Estatal | Estatal | Copas nacionales | Copas nacionales | Copas internacionales | Copas internacionales | Total | Total |
| Club                           | Div.          | Temporada     | Part. | Goles | Part.   | Goles   | Part.            | Goles            | Part.                 | Goles                 | Part. | Goles |
| ------------------------------ | ------------- | ------------- | ----- | ----- | ------- | ------- | ---------------- | ---------------- | --------------------- | --------------------- | ----- | ----- |
| Boca Juniors (Cali) · Colombia | 2.ª           | 2021          | 15    | 0     | —       | —       | 4                | 0                | —                     | —                     | 20    | 0     |
| Boca Juniors (Cali) · Colombia | 2.ª           | 2022          | 28    | 2     | —       | —       | 2                | 0                | —                     | —                     | 30    | 2     |
| Boca Juniors (Cali) · Colombia | 2.ª           | 2023          | 33    | 6     | —       | —       | 0                | 0                | —                     | —                     | 33    | 6     |
| Boca Juniors (Cali) · Colombia | Total club    | Total club    | 76    | 8     | 0       | 0       | 6                | 0                | 0                     | 0                     | 83    | 8     |
| Fluminense · Brasil            | 1.ª           | 2024          | 0     | 0     | 1       | 0       | 0                | 0                | 0                     | 0                     | 1     | 0     |
| Fluminense · Brasil            | Total club    | Total club    | 0     | 0     | 1       | 0       | 0                | 0                | 0                     | 0                     | 1     | 0     |
| Total carrera                  | Total carrera | Total carrera | 76    | 8     | 1       | 0       | 6                | 0                | 0                     | 0                     | 84    | 8     |

## Vida personal
Hermanos
Jeison Steven Lucumi 